# Ortel Książęcy (gromada)
Ortel Książęcy – dawna gromada, czyli najmniejsza jednostka podziału terytorialnego Polskiej Rzeczypospolitej Ludowej w latach 1954–1972.
Gromady, z gromadzkimi radami narodowymi (GRN) jako organami władzy najniższego stopnia na wsi, funkcjonowały od reformy reorganizującej administrację wiejską przeprowadzonej jesienią 1954 do momentu ich zniesienia z dniem 1 stycznia 1973, tym samym wypierając organizację gminną w latach 1954–1972.
Gromadę Ortel Książęcy z siedzibą GRN w Ortelu Książęcym (cz. II) utworzono – jako jedną z 8759 gromad na obszarze Polski – w powiecie bialskim w woj. lubelskim na mocy uchwały nr 5 WRN w Lublinie z dnia 5 października 1954. W skład jednostki weszły obszary dotychczasowych gromad Ortel Książęcy I, Ortel Książęcy II, Dokudów I, Dokudów II, Ogrodniki i Perkowice ze zniesionej gminy Sidorki w tymże powiecie. Dla gromady ustalono 15 członków gromadzkiej rady narodowej.
1 stycznia 1962 gromadę zniesiono, włączając jej obszar do gromad Biała Podlaska (wsie Ortel Książęcy cz. I, Ortel Książęcy cz. II, Ogrodniki i Perkowice oraz kolonię Mikołajówka) i Dubów (wsie Dokudów I i Dokudów II oraz kolonię Dębiny) w tymże powiecie.